# Хальяла
Хальяла (ест. Haljala) — селище в волості Хальяла повіту Ляене-Вірумаа, Естонія. До 2017 року був адміністративним центром однойменної волості (скасовано).

## Географія
Розташований біля шосе Раквере-Візу на північ від шосе Таллінн-Нарва (автодорога А1). Відстань до центру повітового центру — міста Раквере — 12 кілометрів. Висота над рівнем моря — 81 метр.

## Населення
За даними перепису населення 2011 року, в селищі проживали 1 084 особи, з них 1 052 (97,0 %) — естонці.
Чисельність населення селища Хальяла :
| Рік  | 2000  | 2011    | 2018    | 2019    | 2020    |
| ---- | ----- | ------- | ------- | ------- | ------- |
| Осіб | 1 259 | ↘ 1 084 | ↘ 1 050 | ↘ 1 049 | ↗ 1 061 |

## Історія
Населений пункт вперше згадано в 1241 році в Данській поземельній книзі (Halela). У письмових джерелах 1402 згаданий Halgel, 1445 — Halligell, 1447 — Haliel, 1674 — Halja, 1796 — Haljal, 1913 — Гальяль.
На військово-топографічних картах Російської імперії (1846—1863 роки), до складу якої входила Естляндська губернія, позначений пасторат Хальяль.
Селище Хальяла виросло із села Хальяла наприкінці XIX століття. У 1966 році з селищем об'єднали частину сіл Ідавере і Махеда, в 1977 році, в період кампанії з укрупнення сіл, Махеда увійшла до складу Хальяла повністю (вперше згадана в Данський поземельній книзі 1241 як Maidal6, 1 — Maheda, в 1871 році — Mahheda).
За радянських часів у селищі розташовувалася центральна садиба колгоспу «Віру».
На цвинтарі Хальяла знаходиться пам'ятник Визвольної війни (встановлений у 1930 році, зруйнований у 1945 році, відновлений у 1989 році) та братська могила загиблих у Другій світовій війні (внесені до Державного регістру пам'яток культури Естонії).

## Інфраструктура
У Хальяла є дитячий садок, школа, Народний дім, Молодіжний центр, Денний центр для людей похилого віку, центр сімейного лікаря, бібліотека, продуктовий магазин, аптека, поштовий пункт, волосний музей. Можливості для занять спортом є в селищній школі — це шкільні майданчики для ігор з м'ячем, майданчик для пляжного волейболу, доріжка для катання на роликових ковзанах, скейт-парк, стадіон, спортивний зал.

Школа була заснована у 1687 році як школа для селянських дітей, у 1982 році стала середньою школою, у 2001—2017 роках була гімназією, з осені 2017 року перетворена на основну школу; нова будівля школи була побудована в 1989; чисельність учнів у 2002/2003 навчальному році становила 458 осіб, у 2009/2010 навчальному році — 358, у 2018/2019 навчальному році — 239.
У селищі знаходиться Церква Святого Маурітуса, при ній діє Хальяласька парафія Естонської євангелічно-лютеранської церкви. Церкву внесено до Державного регістру пам'яток культури Естонії; при інспектуванні 30.10.2019 перебувала на реставрації. Під охороною держави також знаходяться дві церковні каплиці, церковний сад і кілька могильних пам'яток: сонячний хрест (XVII століття), ангел та ін.

## Підприємництво
У селищі працює велика частина найбільших підприємств волості, зокрема броварня «Віру Илу» (AS Viru Õlu), попередником якого був пивзавод колгоспу «Віру». У 2009 році найкращим алкогольним напоєм Естонський Союз Харчової промисловості назвав пиво Wiru Kadakaõlu, яке він випускає. Чисельність працівників заводу станом на 30.09.2019 склала 61 особу. Найбільшою за чисельністю працівників фірмою селища є підприємство OÜ Bellus Furnitur, що випускає м'які меблі: чисельність персоналу станом на 30.09.2019 — 203 особи. На підприємстві Trendsetter Europe OÜ, що випускає текстиль, кількість працівників на ту ж дату склала 104 особи.

## Визначні пам'ятки
На заході селища знаходяться селянські будівлі хутора Ліллеберга, які перебувають під охороною держави як зразки сільської архітектури XIX століття: житловий будинок з очеретяним дахом, комора, хлів та погріб.
На заході селища знаходяться селянські споруди хутора Ліллеберга, які перебувають під охороною держави як зразки сільської архітектури XIX століття: житловий будинок з очеретяним дахом, комора, хлів і льох.

## Відомі особи
З Хальяла родом астроном Георг Томас Саблер (1810—1865). У Хальяла народився естонський архітектор Герберт Вольдемар Йохансон (1884—1964).
Та́нель Па́дар — естонський рок-музикант і попспівак,  якій в дуеті з Дейвом Бентоном переміг в конкурсі пісні Євробачення 2001 в Копенгагені.

## Галерея

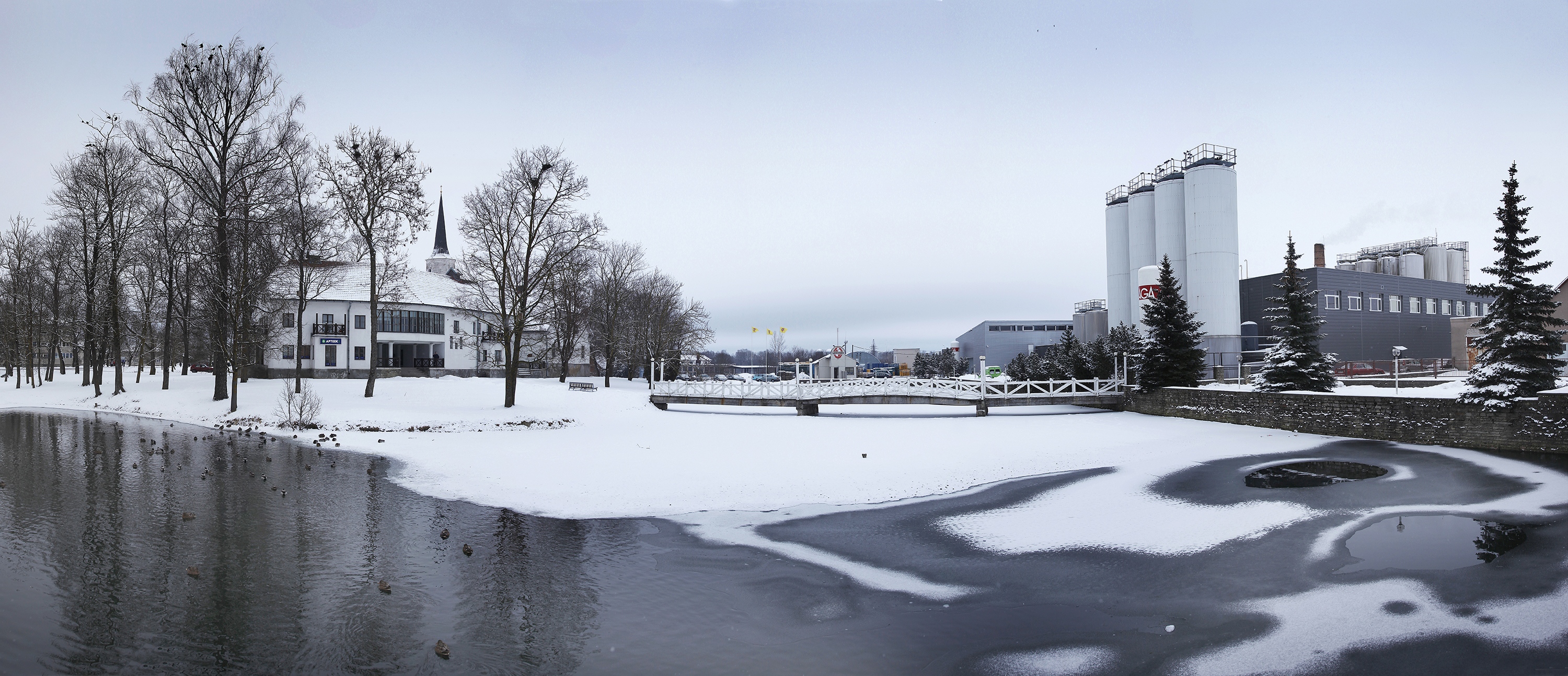
Хальяла взимку
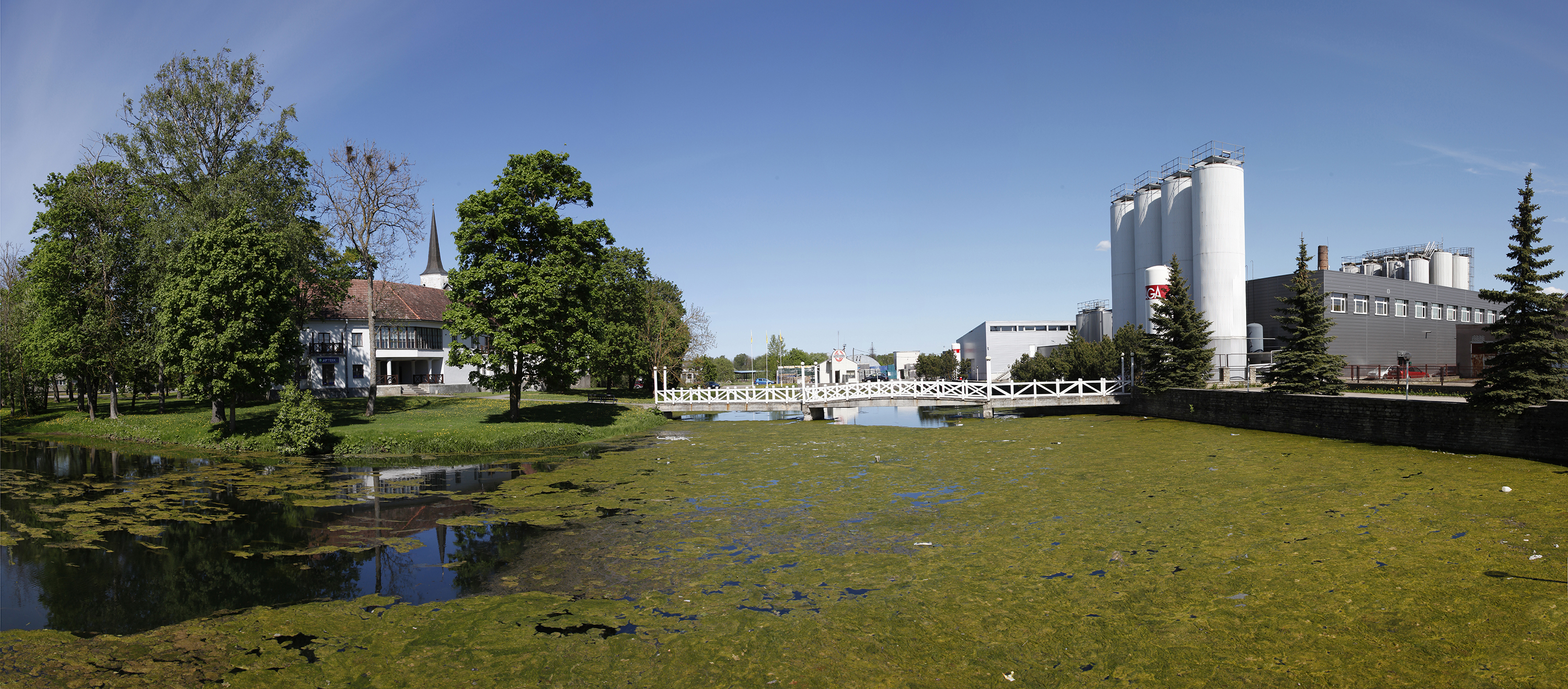
Виробничий комплекс пивзаводу Viru Õlu (праворуч)
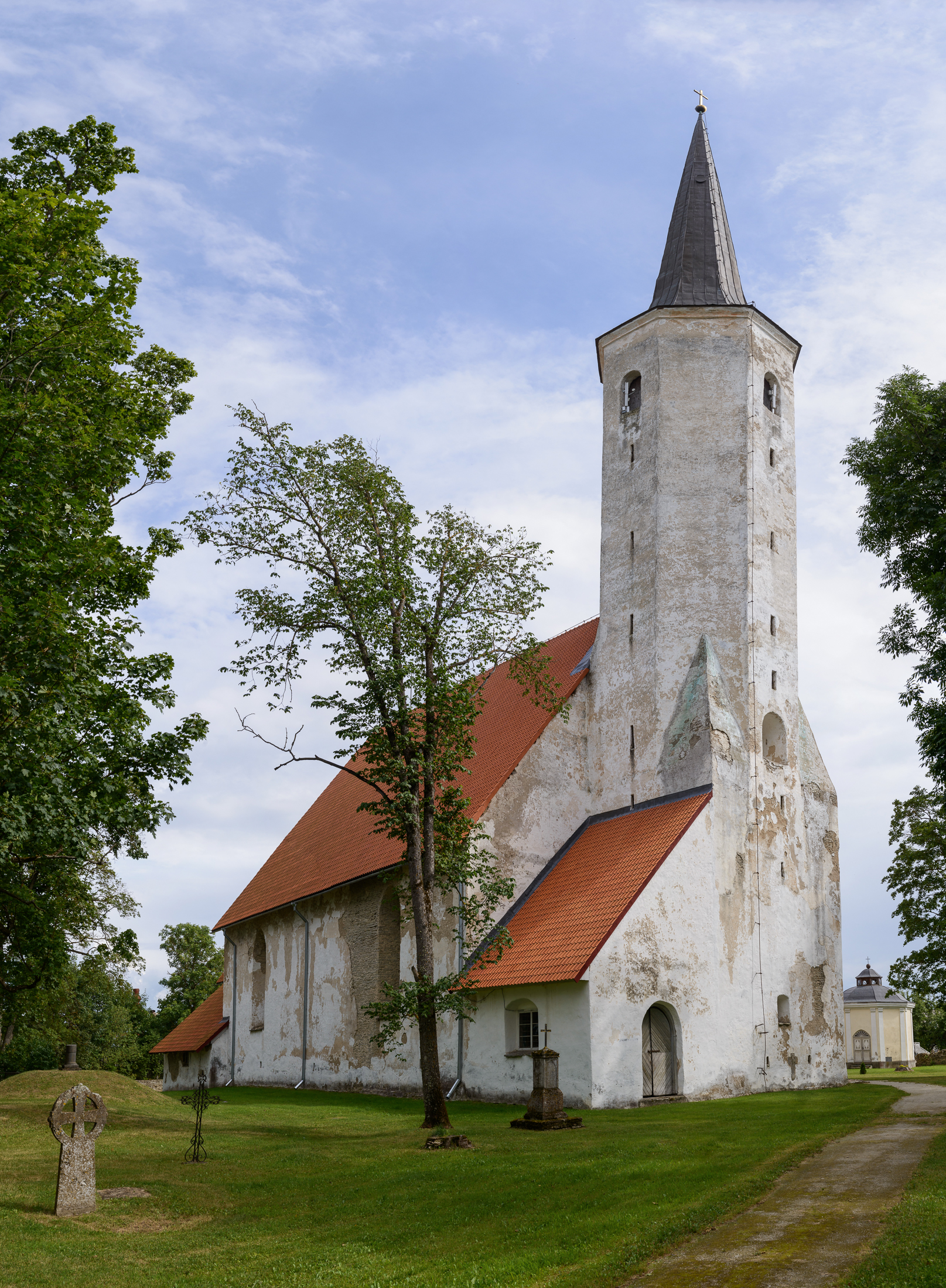
Церква Хальяла
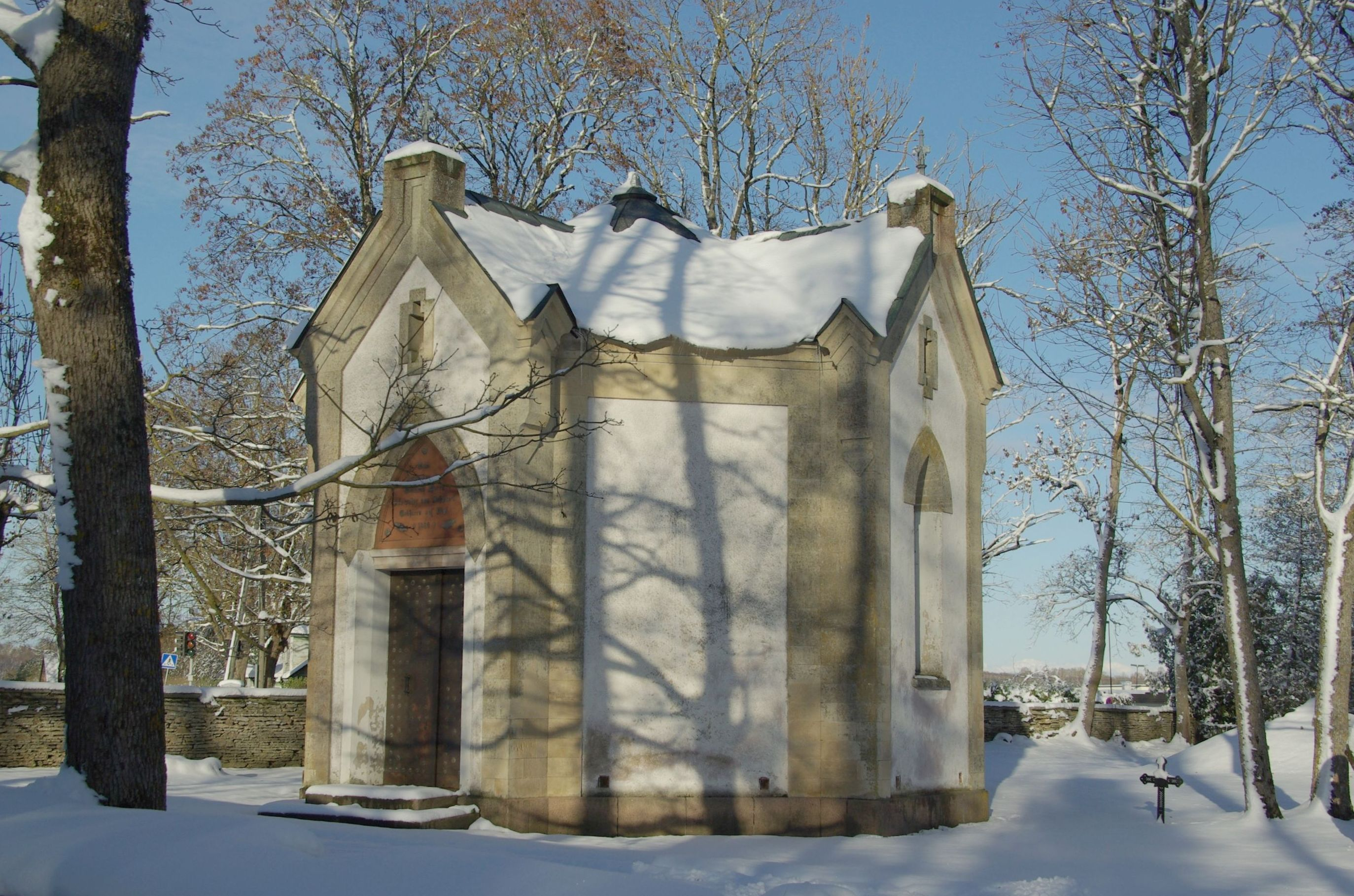
Каплиця церкви Хальяла
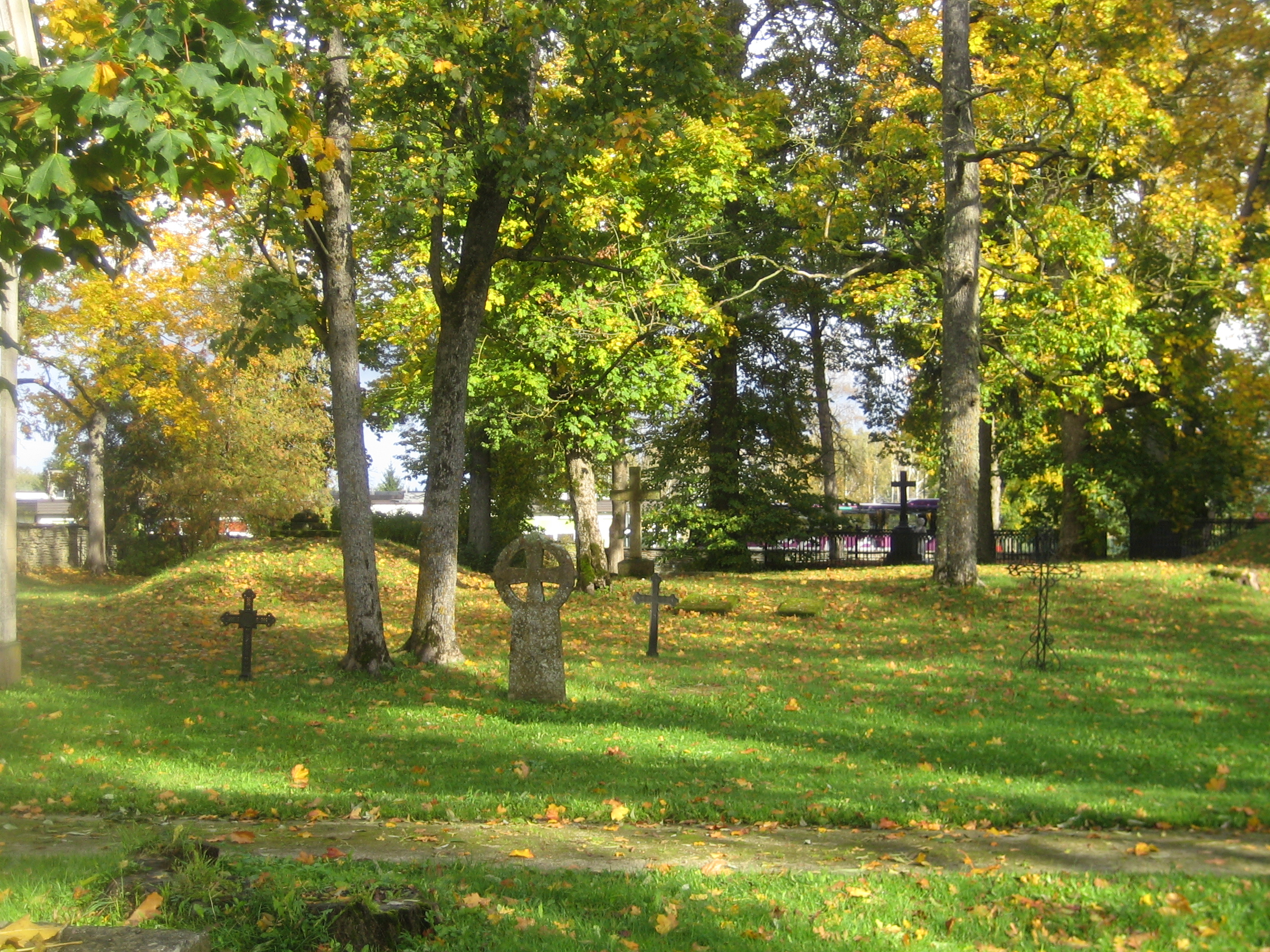
Сад церкви Хальяла
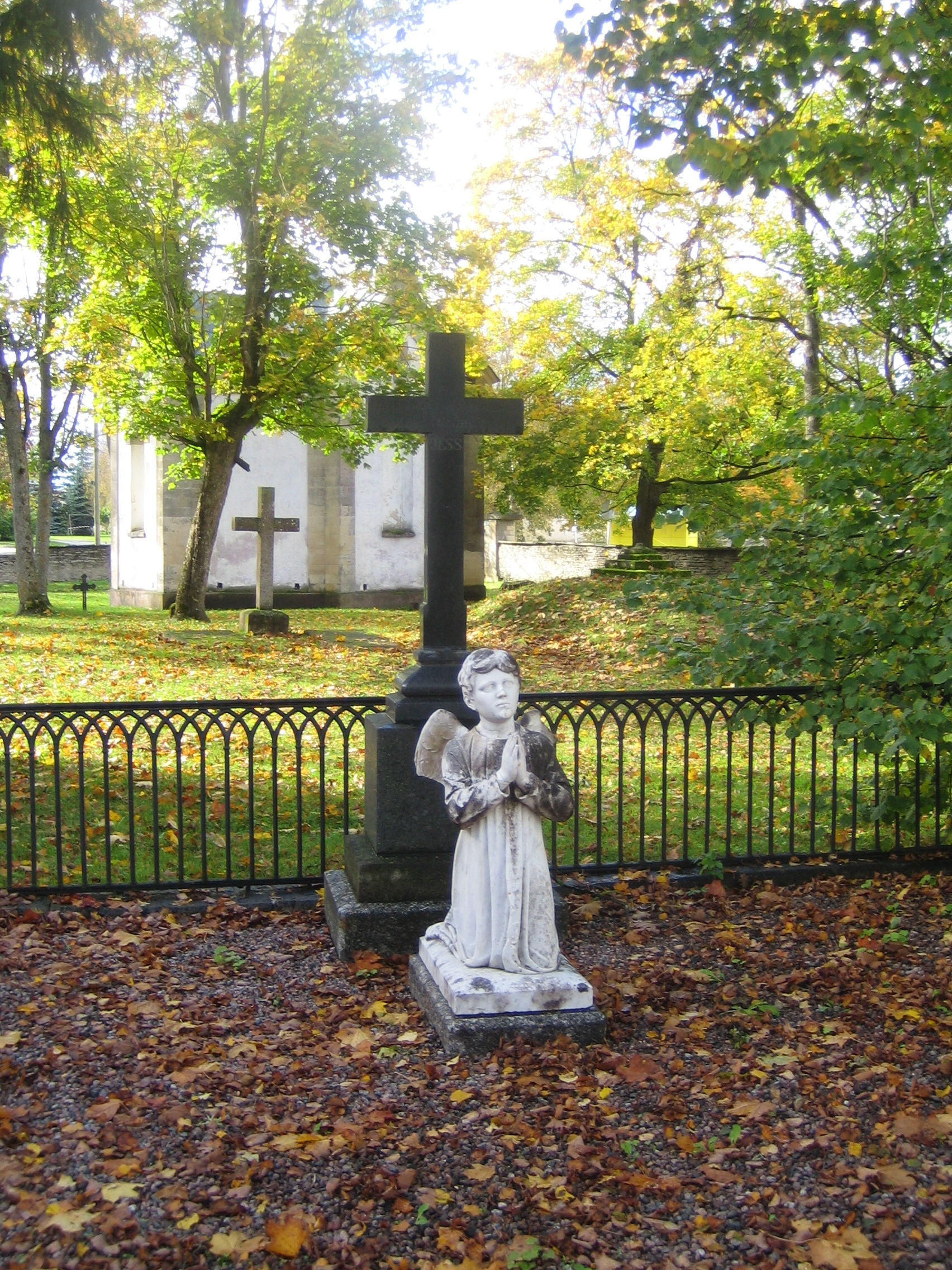
Ангел, що молиться (пам'ятник культури)